# Liederbuch (Rammstein)
Liederbuch er en bog udgivet i 1999 indeholdende guitar-noder, sangtekster, melodier m.m. fra disse 14 sange fra den tyske gruppe Rammstein:
1. "Rammstein"
2. "Seemann"
3. "Weisses Fleisch"
4. "Wollt ihr das Bett in Flammen sehen?"
5. "Asche zu Asche"
6. "Du riechst so gut"
7. "Sehnsucht"
8. "Engel"
9. "Bestrafe mich"
10. "Du hast"
11. "Bück dich"
12. "Spiel mit mir"
13. "Eifersucht"
14. "Küss mich (Fellfrosch)"